# Wilhelm al II-lea, Elector de Hesse
Wilhelm al II-lea, Elector de Hesse (germană Wilhelm II, Kurfürst von Hessen; 28 iulie 1777 – 20 noiembrie 1847) a fost penultimul Elector de Hesse.

## Biografie
Wilhelm a fost al doilea fiu al lui Wilhelm I, Elector de Hesse și a soției acestuia, Prințesa Wilhelmina Caroline a Danemarcei și Norvegiei.  Fratele său mai mare a murit când Wilhelm avea 7 ani, devenind astfel moștenitor. A fost implicat în Războiul celei de-a Șasea Coaliții împotriva lui Napoleon în 1813. A succedat ca Elector de Hesse după moartea tatălui său în 1821.

### Căsătorie și copii
La 13 februarie 1797 la Berlin, Wilhelm s-a căsătorit cu Prințesa Augusta a Prusiei, a patra fiică a regelui Frederic Wilhelm al II-lea al Prusiei. Cuplul a avut șase copii:
- Wilhelm (9 aprilie 1798 – 25 octombrie 1800)
- Karoline (29 iulie 1799 – 28 noiembrie 1854)
- Luise (3 aprilie 1801 – 28 septembrie 1803)
- Friedrich (20 august 1802 – 6 iunie 1875), mai târziu Frederic Wilhelm, Elector de Hesse
- Marie Frederika (6 septembrie 1804 – 4 ianuarie 1888), căsătorită cu Bernhard al II-lea, Duce de Saxa-Meiningen
- Ferdinand (9 octombrie 1806 – 21 noiembrie 1806)

### Căsătorii morganatice
Wilhelm a avut opt copii cu cea de-a doua soție, Emilie Ortlöpp (1791–1843), fiica lui Johann Christian Ortlöpp. În 1821 a fost numită contesă de Reichenbach-Lessonitz. Copiii au purtat titluri de conte/contesă de Reichenbach-Lessonitz:

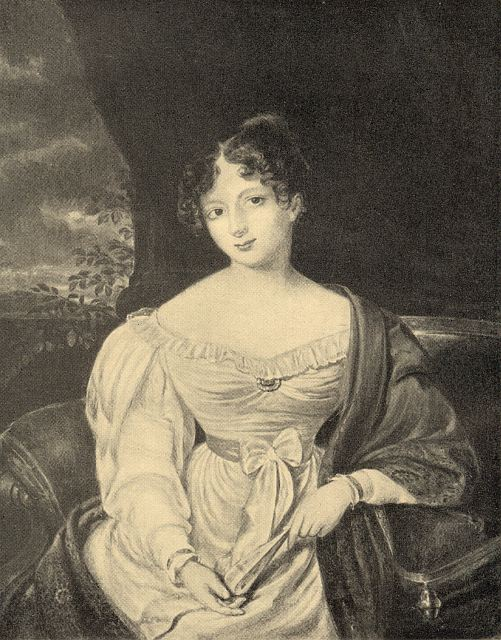
Emilie Ortlöpp, Contesă de Reichenbach-Lessonitz

- Luise Wilhelmine Emilie (26 februarie 1813 – 3 octombrie 1883), căsătorită cu Karl von Bose
- Julius Wilhelm Albrecht (4 octombrie 1815 – 15 ianuarie 1822)
- Gustav Karl (24 august 1818 – 26 septembrie 1861), căsătorit cu Clementine Richter
- Amalie Wilhelmine Emilie (21 decembrie 1816 – 28 decembrie 1858), căsătorită cu Wilhelm von Lückner, apoi cu Karl Baron von Watzdorf
- Emilie (8 iunie 1820 – 30 ianuarie 1891), căsătorită cu Felix Zichy-Ferraris
- Friederike (16 decembrie 1821 – 23 februarie 1898), căsătorită cu Wilhelm Baron von Dungern
- Wilhelm (29 iunie 1824 – 19 ianuarie 1866), căsătorit cu Helene Amelie Baroness Goeler von Ravensburg
- Helene (8 august 1825 – 14 martie 1898), căsătorită cu Oswald Baron von Fabrice

La câteva luni după decesul primei soții, Prințesa Augusta (19 februarie 1841), căsătoria morganatică a lui Wilhelm cu fosta metresă și copiii lor au fost legitimizați. Emilie Ortlöpp a murit la mai puțin de doi ani după căsătorie, în 1843.
Din nou, la câteva luni după decesul celei de-a doua soții, Wilhelm s-a căsătorit (morganatic) cu Caroline, baroneasă de Berlepsch (1820–1877), fiica lui Ludwig Hermann, baron de Berlepsch (1782–1845). Căsătoria a rămas fără copii. Mai târziu ea s-a recăsătorit, la 28 octombrie 1851 cu Karl Adolf Graf von Hohenthal (1811–1875), cu care a avut doi fii: Karl Adolf (n. 1853) și Karl Ludwig (n. 1857).
Prințesa Tatiana a Greciei și Danemarcei, soția Prințului Nikolaos al Greciei și Danemarcei, fiu al regelui Constantin al II-lea al Greciei, este o descendentă a lui Wilhelm al II-lea de Hesse.